# Малый Пограничный
Малый Пограничный (фин. Martinsaari) — российский остров в северо-восточной части Финского залива, административно подчинённый Выборгскому району Ленинградской области. Расположен на российско-финской границе и соединён отмелью в своей северо-западной оконечности с финским островом Ванхасаари. С востока и юга Малый Пограничный соседствует с грядой российских островов: Пожог, Овечий, Верхний, Твёрдый и Дикий Камень. За последним, к югу от Малого Пограничного, лежит остров Козлиный, а к северо-востоку от острова Верхнего — Большой Пограничный.
До 1920 г. Малый Пограничный носил имя Мартинсари и принадлежал России. В 1920 — 1940 гг. под тем же именем он входил в состав Финляндии. В эти времена Мартинсари был центром одноимённой деревни, части которой располагались также на окружающих островах: Каво (Твёрдый), Ламмассаари (Овечий), Вехкасаари (Верхний) и Ванхасаари. Поскольку Мартинсари большей своей частью покрыт хвойным лесом и местами заболочен, его население занималось рыбной ловлей, охотой на тюленя и строительством лодок В частности, на острове строили шхуны, славившиеся своей мореходностью.
В 1940 г. Мартинсари перешёл к Советскому Союзу, и на нём была размещена 7-я застава 33-го пограничного отряда Остров обезлюдел, поскольку оказался включённым в зону строгого пограничного режима. В 1941 г., с началом Великой Отечественной войны, остров был занят финским шлюпочным десантом 3 июля. В 1944 г. финны вернули Мартинсари, чья территориальная принадлежность РСФСР была подтверждена Парижским договором 1947 г.

## Топографические карты
- Лист карты P-35-127,128 Хамина. Масштаб: 1 : 100 000. Состояние местности на 1971 год. Издание 1974 г.